# Alexandre François de Boubers-Mazingan
Alexandre François Joseph de Boubers-Mazingan, né le 5 janvier 1744 à Lihons (Somme), mort le 18 mars 1819 à Paris, est un général français de la révolution et de l’Empire.

## États de service
Il sert en 1757 et 1758 à bord de la frégate corsaire « le maréchal de Belle-Ile » que commandait le brave Thurot, il n’avait alors que 13 ans et n’en signala pas moins son courage dans plusieurs combats. Le 31 juillet 1760, il rejoint l’école d’artillerie de La Fère et il est reçu élève en février 1763. En janvier 1775, il fait partie, en tant que capitaine, des troupes envoyées à la Guadeloupe il reste deux ans sur cette ile. Il est fait chevalier de Saint-Louis le 10 juillet 1786. 
En août 1789, il se trouve à Auxonne et il est chargé avec un détachement de 50 hommes de faire rentrer dans le rang les canonniers du 1er Régiment d’artillerie qui réclament une masse déposée chez le colonel mais il ne peut venir à bout de sa mission et devant la résistance des canonniers il doit se réfugier dans sa maison n’en sortant que le soir pour rejoindre Dijon. En 1791, il rejoint ses frères d’armes à Rocroy. Il est nommé lieutenant colonel le 16 mai 1792. Après avoir servi dans l’armée commander par le général La Fayette, il passe sous les ordres de Dumourier et se distingue à la bataille de Jemmapes le 6 novembre 1792, aux combats en avant de Liège, aux bombardements de Maëstricht et à la bataille de Nerwinde. 
Après la trahison de Dumourier, il empêche la livraison à l’ennemi du parc d’artillerie en faisant prendre aux canons et caissons la direction de Valenciennes. Il est nommé colonel le 5 août 1793 et fait en cette qualité les campagnes de l’an II et de l’an III aux armées du Nord et des Ardennes. Pour le récompenser des services qu’il rend dans différents combats et notamment à la bataille de Fleurus, il est promu général de brigade le 31 octobre 1793. 
Il est admis à la retraite le 29 brumaire an V (19 novembre 1796) et se retire dans son département. En l’an VIII, il est nommé commandant d’armes dans la 16e division militaire par le premier consul. Il obtient sa solde de retraite en mars 1804 et il est fait officier de la Légion d’honneur le 25 prairial an XII (14 juin 1804).
Il meurt le 18 mars 1819, à Paris.

## Sources
- A.V Arnault, A. Jay, E. de Jouy, J.Marquet, Biographie nouvelle des contemporains, ou Dictionnaire historique, Librairie Historique, janvier 1821, 617 p. (lire en ligne), p. 322.
- Thierry Pouliquen, « Les généraux français et étrangers ayant servis [sic] dans la Grande Armée » (consulté le 11 mai 2015)
- Alexandre François Joseph de Boubers-Mazingan  sur roglo.eu